# Diogo Ganchinho
Diogo Ganchinho (Benavente, 12 settembre 1987) è un ginnasta portoghese, specializzato nel trampolino elastico.
Ha rappresentato il Portogallo ai Giochi della XXIX Olimpiade ai Giochi olimpici di Pechino 2008 finendo in undicesima posizione e non riuscendosi a qualificare per la finale.
Nel 2016 ha partecipato alle olimpiadi di Londra 2012 terminando in quindicesima posizione, non qualificandosi per la finale per la seconda volta consecutiva.

## Palmarès
- Mondiali

San Pietroburgo 2018: argento a squadre miste.
- Giochi europei

Minsk 2019: bronzo nell'individuale.
- Europei

Baku 2018: oro nell'individuale.